# West Michigan Edge
Il West Michigan Edge è una società calcistica statunitense fondata nel 1995. La squadra milita nella Premier Development League (PDL).
Il club ha utilizzato il nome di Grand Rapids Explosion dal 1995 al 1998, prima di cambiarlo in West Michigan Explosion per la stagione 1999. Nel 2000 è stata adottata l'attuale denominazione.
Lo stadio di casa degli Edge è l'EK Stadium di Kentwood (Michigan).

## Cronistoria
| Anno | Divisione     | League               | Regular Season      | Playoff                  | Open Cup        |
| ---- | ------------- | -------------------- | ------------------- | ------------------------ | --------------- |
| 1995 | N/A           | USISL Premier League | 6° Central          | Non qualificato          | Non qualificato |
| 1996 | 4             | USISL Premier League | 6° Central Northern | Non qualificato          | Non qualificato |
| 1997 | 4             | USISL PDSL           | 4° North Central    | Semifinale di Divisione  | Non qualificato |
| 1998 | 4             | USISL PDSL           | 7° Great Lakes      | Non qualificato          | Non qualificato |
| 1999 | 4             | USL PDL              | 7° Great Lakes      | Non qualificato          | Non qualificato |
| 2000 | 4             | USL PDL              | 4° Great Lakes      | Semifinale di Conference | Non qualificato |
| 2001 | 4             | USL PDL              | 2° Great Lakes      | Non qualificato          | Non qualificato |
| 2002 | 4             | USL PDL              | 3° Great Lakes      | Non qualificato          | Non qualificato |
| 2003 | non disputata |                      |                     |                          |                 |
| 2004 | 4             | USL PDL              | 6° Great Lakes      | Non qualificato          | Non qualificato |
| 2005 | 4             | USL PDL              | 6° Great Lakes      | Non qualificato          | Non qualificato |
| 2006 | 4             | USL PDL              | 5° Great Lakes      | Non qualificato          | Non qualificato |
| 2007 | 4             | USL PDL              | 3° Great Lakes      | Non qualificato          | Non qualificato |

## Allenatori
- Joey Barone (2005-06)
- Mark Bell (2007)
- Stephen Herdsman (2008-oggi)

## Organico

### Rosa 2008
| N. |                        | Ruolo | Calciatore               |
| -- | ---------------------- | ----- | ------------------------ |
| 0  | Stati Uniti (bandiera) | P     | Jeremy Clark             |
| 3  | Stati Uniti (bandiera) | D     | Ryan Emerson             |
| 8  | Stati Uniti (bandiera) | C     | Benjamin Pirmann         |
| 10 | Stati Uniti (bandiera) | A     | Domenico Barone          |
| 14 | Stati Uniti (bandiera) | A     | Elfid Kovacevic          |
| 16 | Stati Uniti (bandiera) | A     | Efrain Hernandez Miranda |
| 17 | Stati Uniti (bandiera) | D     | Joshua Rogers            |
| 18 | Stati Uniti (bandiera) | D     | Christopher Allen        |
| 19 | Stati Uniti (bandiera) | D     | Ryan Robleske            |
| 20 | Stati Uniti (bandiera) | C     | Luke Norman              |

| N. |                        | Ruolo | Calciatore        |
| -- | ---------------------- | ----- | ----------------- |
| 22 | Stati Uniti (bandiera) | C     | Spencer Thompson  |
| 24 | Stati Uniti (bandiera) | C     | Tony Deakin       |
| 27 | Marocco (bandiera)     | A     | Abderrezak Berkia |
| 33 | Stati Uniti (bandiera) | D     | Peter Hill        |
| 34 | Stati Uniti (bandiera) | A     | Louis Stephens    |
| 35 | Stati Uniti (bandiera) | C     | Adam Mena         |
| 36 | Stati Uniti (bandiera) | A     | Anes Suhonjic     |
|    | Stati Uniti (bandiera) | C     | Mark Barone       |
|    | Stati Uniti (bandiera) | D     | Doug Ferner       |